# Georges Benoit-Lévy
Pour les articles homonymes, voir Benoit-Lévy.
Georges Benoit-Lévy, né le 13 avril 1880 dans le 3e arrondissement de Paris et mort le 23 décembre 1971 à Nice, est un juriste et journaliste français. Il est notamment l'un de ceux qui contribuèrent au développement en France des cités-jardins.

## Biographie
En 1903, après des études de Droit, Georges Benoit-Lévy, en mission pour le Musée social, part en Angleterre étudier des villages industriels : Port Sunlight et Bournville ainsi que la première cité-jardin de Grande-Bretagne, Letchworth Garden City fondée par Ebenezer Howard. De retour en France, il crée l'Association des Cités-Jardins de France. 
L’Académie française lui décerne le prix Fabien en 1918.
Il s'intéresse à la notion de cité linéaire, imaginée par l'Espagnol Arturo Soria et crée en 1928 l'Association internationale des cités linéaires.

## Publications (liste incomplète)
- Les Garden-cities : Port-Sunlight, Arthur Rousseau, 1904
- La cité-jardin, préface de Charles Gide, H. Jouve, 1904
- Cités-Jardins d'Amérique, préface par Émile Cheysson, H. Jouve, 1905
- La Ville et son image, Éditions de Cités-Jardins de France, 1910
- Art et coopération dans les cités-jardins, Éditions des Cités-jardins de France, 1911
- « A French Garden Hamlet », The Town Planning Review, vol. 7, no 3/4, 1918, p. 251-252
- La maison heureuse, Éditions des Cités-jardins de France, 1921
- « La cité-jardin à l'étranger », L'Illustration, 30 mars 1929 [lire en ligne]